# Mercedes González de Arleta
Mercedes González de Arleta   (Madrid, 11 de juliol de 1963), coneguda també pel nom de casada, Mercedes González-Natvig i anomenada sovint Mercedes Gonzales als mitjans americans, és una antiga pilot professional de motocròs espanyola que va ser una de les pilots femenines més reeixides de la història del motocròs als Estats Units. Amb cinc victòries al Loretta Lynn's Amateur Championship en categoria femenina i nou campionats dels Estats Units de motocròs femení, és la campiona amb més títols nacionals d'aquest esport en aquell país. Mercedes González va competir també amb èxit en automobilisme i en ciclisme de muntanya.

## Biografia
Nascuda a Madrid, González es va traslladar als Estats Units de ben petita, quan el seu pare va trobar-hi feina de dibuixant als estudis d'animació Disney i Hanna-Barbera. Des d'aleshores ha residit a Califòrnia. Va començar a conduir motocicletes a 7 anys i aviat es va interessar pel motocròs. A causa de la manca de rivals femenines, González va competir sovint contra pilots masculins entre els quals hi havia els futurs campions AMA Jeremy McGrath i Mike LaRocco, aleshores principiants com ella. L'experiència adquirida competint contra rivals masculins la va ajudar a dominar la categoria femenina en les curses de motocròs.
El 1992, després d'haver dominat el motocròs femení als Estats Units durant prop d'una dècada, quasi sempre pilotant per a Kawasaki, González va decidir de canviar a l'automobilisme i va debutar a la classe superlight del campionat Mickey Thompson Stadium, celebrat en pistes de terra construïdes dins d'estadis, a l'estil del supercross. Tenia com a company d'equip el futur corredor de la NASCAR Jimmie Johnson. González va guanyar una cursa al Mile High Stadium de Denver i va esdevenir així la primera dona a guanyar una cursa del campionat Mickey Thompson.
El 1994, González va passar a competir en descens de BTT, una modalitat del ciclisme de muntanya on, tot i tenir rivals molt més joves que ella, va acabar segona a la general darrere de Leigh Donovan als campionats del món de 1995, tercera als d'Europa de 1996 i sisena als del món del mateix any, abans de retirar-se definitivament el 1999, a 36 anys d'edat.
Un cop retirada de les competicions, Honda la va contractar per a treballar al Honda Rider Education Center de Colton (Califòrnia), on organitza els horaris del personal i els programes d'educació dels pilots.

## Vida privada
Mercedes González està casada des de 1998 amb el també pilot de motocròs Derek Natvig. El matrimoni té dos fills, Cameron (2002) i Danielle (2004) i viu al comtat d'Orange.

## Palmarès en motocròs
Font:

### Títols per any
| Any  | Equip    | Campionat                    | Classe     |
| ---- | -------- | ---------------------------- | ---------- |
| 1985 | Kawasaki | Coors Light Women's National | -          |
| 1986 | Kawasaki | Women's National             | -          |
| 1986 | Kawasaki | LLMX                         | Women's AM |
| 1987 | Kawasaki | LLMX                         | Women's AM |
| 1988 | Kawasaki | WMXA Women's MX National     | -          |
| 1989 | Kawasaki | WMXA Women's MX National     | -          |
| 1989 | Kawasaki | LLMX                         | Women's AM |
| 1990 | Kawasaki | WMXA Women's MX National     | -          |
| 1990 | Kawasaki | LLMX                         | Women's AM |
| 1991 | Kawasaki | WMXA Women's Motocross       | -          |
| 1991 | Kawasaki | LLMX                         | Women's AM |

### Resum
- 6 Campionat dels Estats Units de motocròs femenins[a]
- 5 Campionats Loretta Lynn amateur femenins